# 桃園市立內壢國民中學
桃園市立內壢國民中學（英文：Neili Junior High School），簡稱內壢國中、內中，位於臺灣桃園市中壢區內壢地區。

## 歷史沿革

### 學制演變
- 1961年：成立桃園縣立新明初級中學內壢分校。
- 1963年：定名為桃園縣立內壢初級中學。
- 1968年：政府實施九年國民教育，改制為桃園縣立內壢國民中學。
- 1977年：成立附設補習學校。
- 2011年：奉准增設體育班。
- 2014年：12月25日，因應桃園縣升格改制為直轄市，更名為桃園市立內壢國民中學。
- 2016年：奉准增設音樂班。
- 2019年：實施108課綱。

### 歷任校長
| 任期 | 姓名       | 任職日期   | 離職日期   | 備註                                                       |
| ---- | ---------- | ---------- | ---------- | ---------------------------------------------------------- |
| 1    | 林煥夫先生 | 1961年8月  | 1973年4月  | 1973年4月榮升中壢市長                                      |
| 2    | 鄭國棟先生 | 1973年8月  | 1975年7月  | 原桃園縣立大園國民中學校長轉任，調任桃園縣立新屋國民中學。 |
| 3    | 張玉禎先生 | 1975年8月  | 1988年7月  | 原桃園縣立仁美國民中學校長轉任，任滿退休。                 |
| 4    | 楊瑞通先生 | 1988年8月  | 1997年2月  | 原桃園縣立平南國民中學校長轉任，調任桃園縣立中壢國民中學。 |
| 5    | 吳清檢先生 | 1997年8月  | 2001年7月  | 原桃園縣立平南國民中學校長轉任，任滿退休。                 |
| 6    | 詹智源先生 | 2001年8月  | 2007年7月  | 原桃園縣立大崙國民中學校長轉任，調任桃園縣立桃園國民中學。 |
| 7    | 黃光雄先生 | 2007年8月  | 2015年7月  | 原桃園縣立大崗國民中學校長轉任，調任桃園市立平興國民中學。 |
| 8    | 林祺文先生 | 2015年8月  | 2021年7月  | 原桃園市立瑞原國民中學校長轉任，調任桃園市立東興國民中學。 |
| 9    | 謝益修先生 | 2021年8月  | 2023年11月 | 原桃園市立龍潭國民中學校長轉任，任內病逝。                 |
| 代理 | 陳秋貝女士 | 2023年11月 | 2024年7月  | 教務主任代理。                                             |
| 10   | 鄭如玲女士 | 2024年8月  | 現任       | 原桃園市立迴龍國民中小學校長轉任。                         |

## 知名校友
- 侯守倫：中華民國海軍少將，現任海軍124艦隊長，曾任海軍海洋監偵指揮部指揮官。
- 葉明月：現任桃園市議會議員。
- 魏筠：現任桃園市議會議員。
- 李作珩：現任TVBS新聞台專任主播。

## 學區
- 中壢區：內壢里、中原里、忠孝里、內定里、成功里、福德里、復興里、復華里、興華里、文化里、和平里、普忠里（第19鄰）、忠義里（第1－5、11－12鄰）【為內壢國中、興南國中共同學區】、忠義里（第6－10鄰）[1]。
- 桃園區：龍山（第17、18、20－24鄰）。

## 週邊地點
- 內壢車站
- 家樂福內壢店
- 宜得利中壢店
- 日月光半導體中壢廠
- 中壢工業區
- 桃園市立內壢高中
- 元生國小
- 內壢國小
- 復興公園
- 常樂公園
- 元生公園